# Schloss Kohfidisch

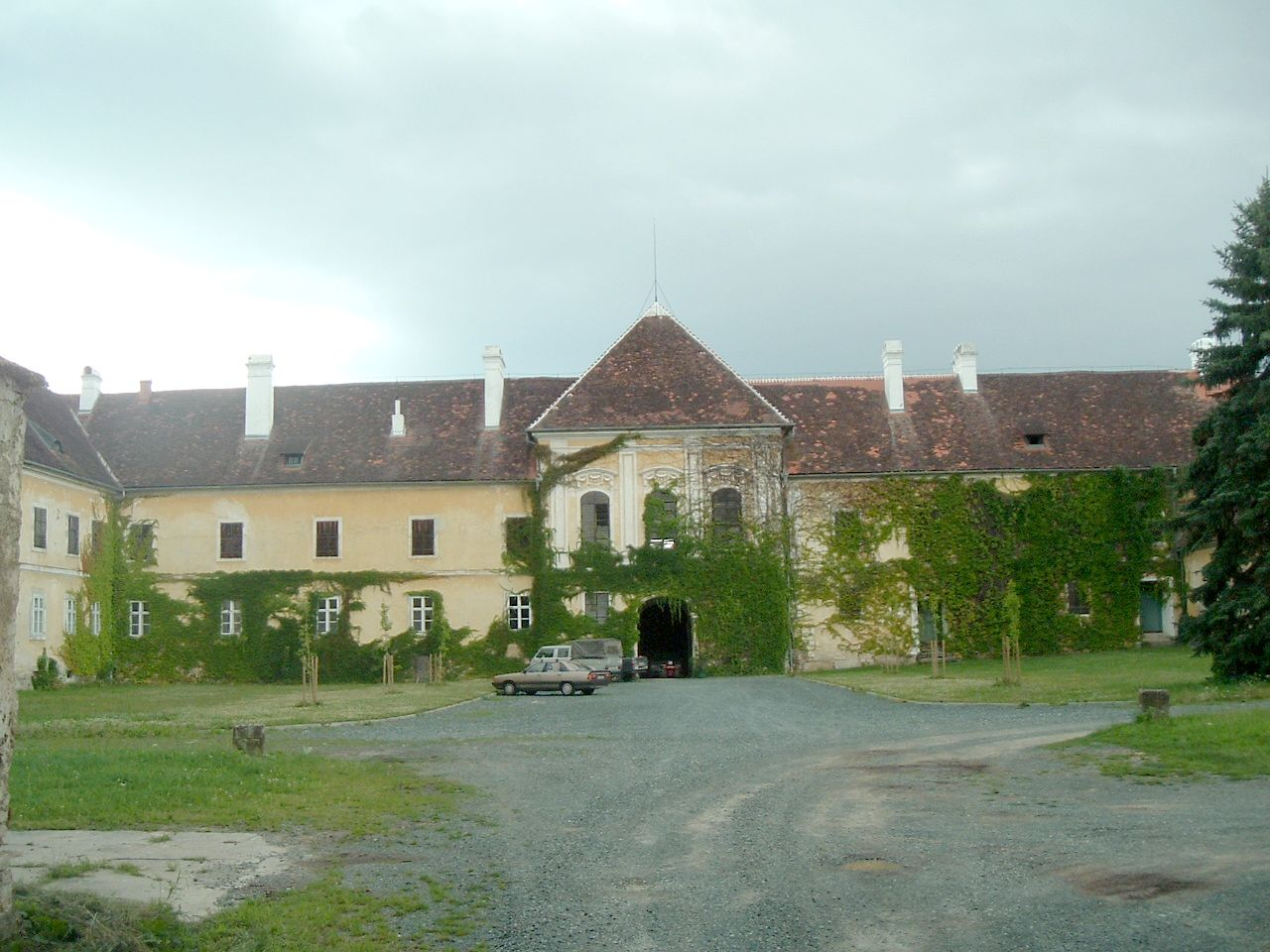
Hofseite von Schloss Kohfidisch

Das Schloss Kohfidisch (ungarisch Erdődy kastély) befindet sich in der Gemeinde Kohfidisch im Bezirk Oberwart im österreichischen Bundesland Burgenland. Es war einer der Hauptsitze des ungarischen Magnatengeschlechtes der Erdődy und geht ursprünglich auf einen Meierhof zurück, der im 16. Jahrhundert vermutlich durch ein Wohnkastell ersetzt wurde. Dieses wurde im 17. Jahrhundert zum Jagdschloss erweitert und erfuhr Ende des 18. und Anfang des 19. Jahrhunderts weitere Aus- und Umbauten. In den Nachkriegsjahren des Zweiten Weltkrieges kam es zu Beschädigungen am Gebäude und Plünderung zahlreicher Kunstgegenstände. Das Schloss befindet sich im Besitz von Nachfahren der Familie Erdődy und wird seit 1999 schrittweise saniert und restauriert. Das Gebäude steht unter Denkmalschutz (Listeneintrag).

## Lage und Umgebung
Der Bau liegt am südlichen Ortsende von Kohfidisch in einem weit angelegten englischen Garten mit seltenen alten Bäumen.

## Geschichte

### Herrschaftsgeschichte

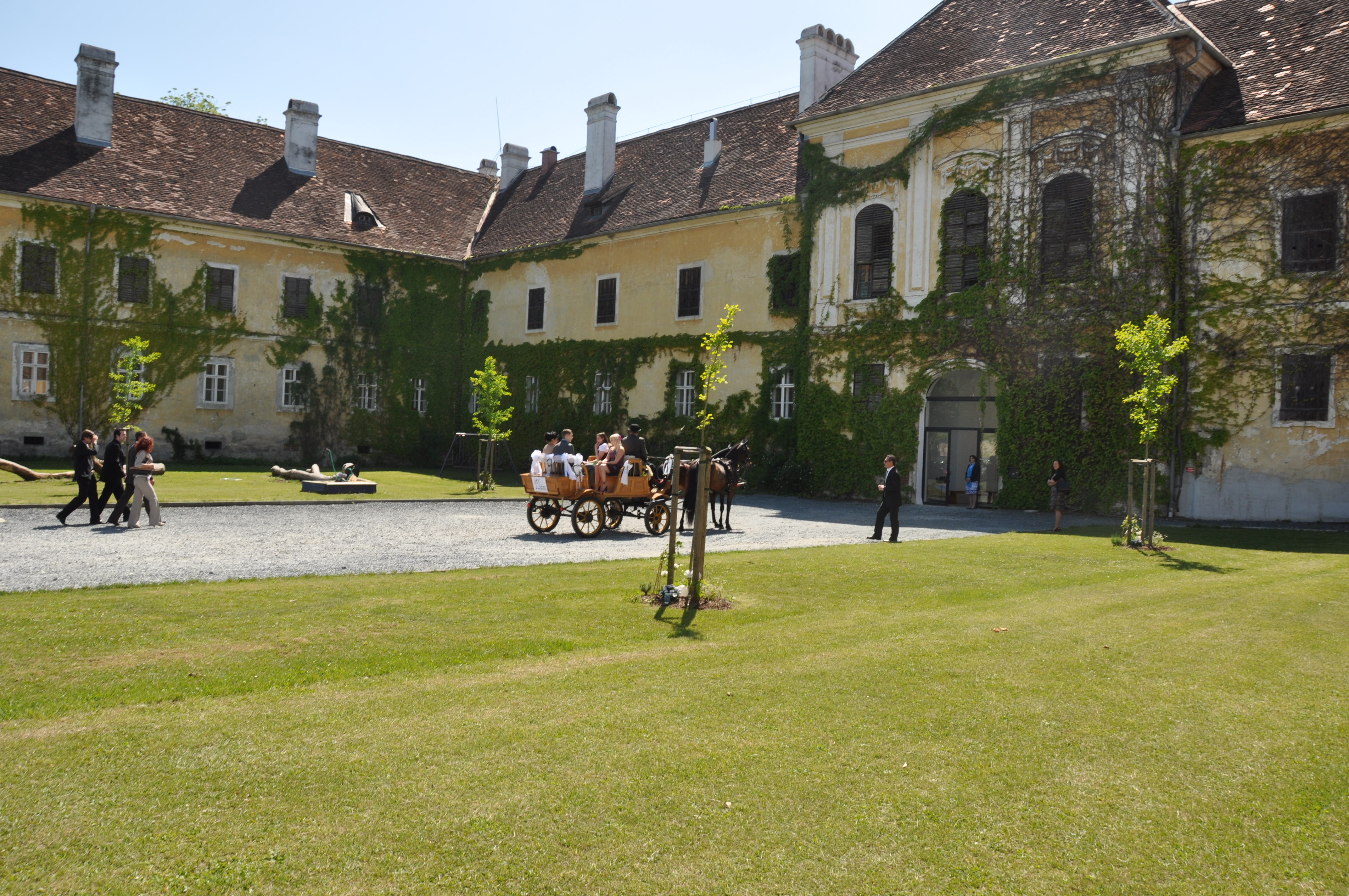
Innenhof von Schloss Kohfidisch

Die Orte Kohfidisch und Kirchfidisch waren bis ins 15. Jahrhundert vermutlich eine gemeinsame Ortschaft, die Teil anderer Grundherrschaften war, und somit auch über keinen eigenen Herrschaftssitz verfügte. Anfangs gehörten sie zum Herrschaftsgebiet der Wasserburger oder Ják, später zu jenem der aus Schwaben stammenden Ellerbacher. Als diese Ende des 15. Jahrhunderts drohten im Mannesstamm auszusterben, verkauften die letzten beiden männlichen Ellerbacher – das Brüderpaar Johannes und Stephan – im Jahre 1496 ihren Besitz an Kardinal-Erzbischof Támas Bakócz de Erdewd und seine Brüder. Dessen Familie nannte sich später Erdődy de Monyorókerék es Monoszló und richtete ihren Hauptsitz auf Schloss Eberau ein, zu deren Grundherrschaft auch das Dorf Kohfidisch gehörte.

Die Erdődy teilten sich in der zweiten Hälfte des 18. Jahrhunderts in eine ältere (Eberauer) und eine jüngere (Rotenturmer) Linie. Kohfidisch war Teil der Rotenturmer Linie, die Schloss Kohfidisch als Sommer- und Jagdschloss nutzte, und weiter ausbauen ließ. Im Jahr 1854 teilte sich die jüngere Linie der Rotenturmer Erdődy nochmals in drei weitere Linien auf, wodurch Kohfidisch zur vollständig eigenständigen Herrschaft wurde, dessen Zentrum das erneut ausgebaute Schloss wurde.

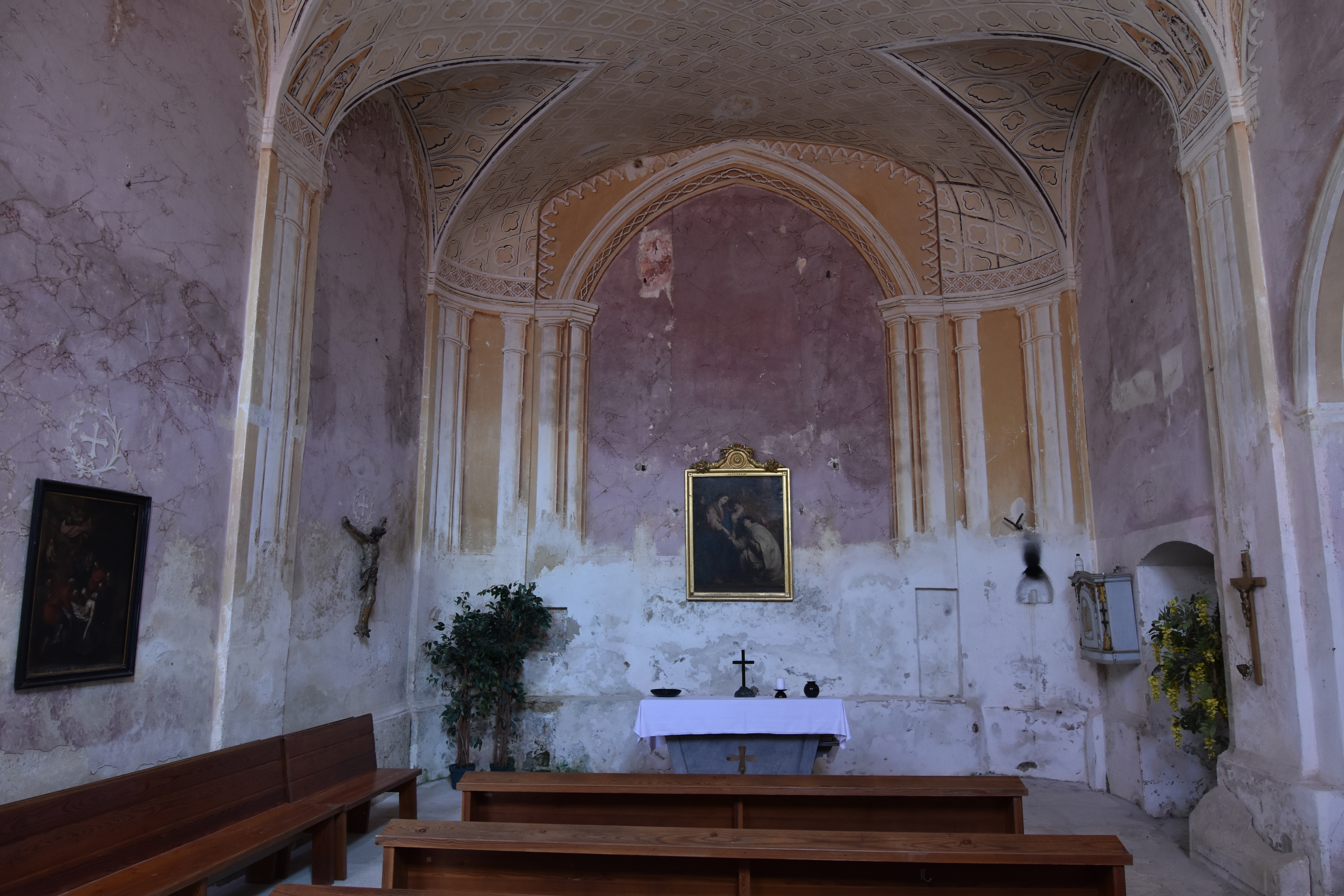
Schlosskapelle

### Baugeschichte
Am Gelände des Schlosses befand sich ursprünglich ein Meierhof, der vermutlich bereits im 16. Jahrhundert durch ein Wohnkastell ersetzt wurde. Dieser wurde im 17. Jahrhundert zu einem Schloss ausgebaut, und im Jahre 1780 wahrscheinlich durch den Architekten Franz Anton Hillebrandt erweitert. Anfang des 19. Jahrhunderts wurde das Schloss weiter ausgebaut. Im Jahre 1945 wurde das Schloss während Kampfhandlungen leicht beschädigt. Von 1945 bis 1949 war die Kommandantur der Roten Armee, Bezirk Oberwart, im Schloss stationiert. Nach der Verlegung des Kommandos nach Oberwart wurde das Schloss vor allem durch die Entwendung von (Bau-)Materialien nachhaltig zerstört; die wertvolle Einrichtung sowie mobile Wertgegenstände wurden vermutlich bereits von der Roten Armee sowie vagabundierenden Vandalen entwendet. Im Jahre 1975 wurden erste Instandsetzungsarbeiten begonnen, der Dachstuhl sowie das Dach wurden z. T. durch Bundesmittel in Stand gesetzt. 1999 begannen weitere umfassende Renovierungsarbeiten. Seit 2010 wurden weitere Teile des Untergeschoßes (Nord/Westflügel, Kapelle) restauriert und als Heurigenrestaurant sowie Veranstaltungszentrum in Betrieb genommen.

## Architektur
Das Schloss hat drei Flügel und einen östlich offenen Hof. Der Hauptflügel und Südflügel sind zweigeschoßig, der Nordflügel ist eingeschoßig. Der Hauptflügel zeigt außen einen Mittelrisalit mit überhöhtem Zeltdach, beinhaltet einen Festsaal, die Gartenseite ist als Schauseite reicher gestaltet. Die Schlosskapelle hat eine neogotische romantische Wandmalerei, darunter wurden mehrere Bemalungsschichten freigesetzt, die von Mitarbeitern des Bundesdenkmalamts auf das späte 16. sowie Mitte des 17. Jahrhunderts datiert wurden. Die ursprüngliche Einrichtung der Kapelle ist zerstört, wurde jedoch von der Besitzerfamilie wieder ausgestattet und steht für Taufen, Hochzeiten und private Messen zur Verfügung.